# Stazione di Ururi-Rotello
La stazione di Ururi-Rotello è una stazione ferroviaria, posta sulla ferrovia Termoli-Campobasso, che serviva i comuni di Ururi e di Rotello. È situata nel territorio comunale di Larino, ma dista dal centro abitato di Ururi circa 7,5 km, mentre da quello di Rotello dista 8,9 km.

## Strutture e impianti

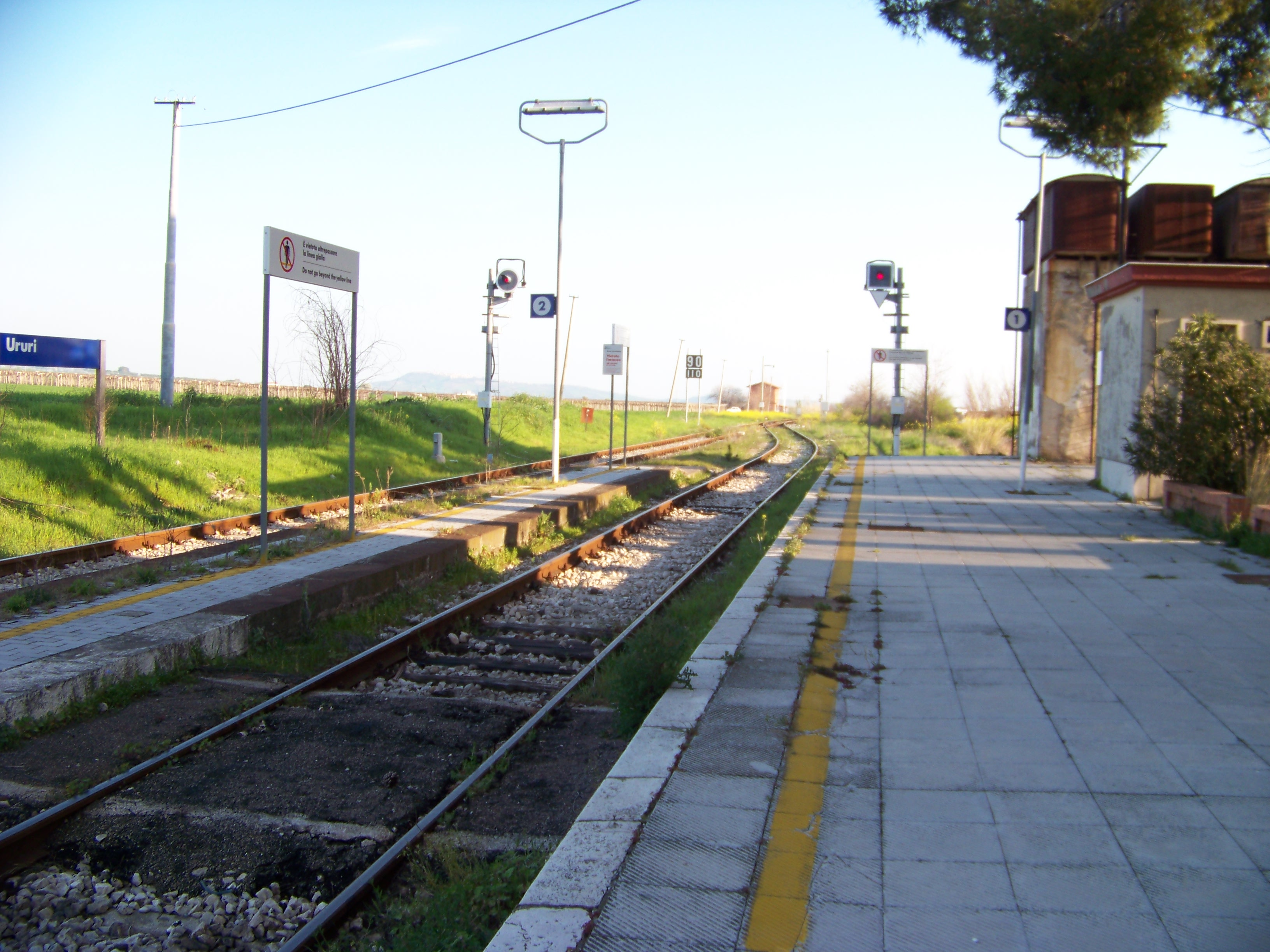
Uno scorcio del piazzale ferroviario della stazione